# Tyler Joseph
Tyler Robert Joseph (Columbus, Ohio, 1 de diciembre de 1988) es un músico, cantante, rapero, compositor y productor estadounidense, conocido por ser el vocalista del dúo estadounidense Twenty One Pilots.

## Primeros años
Tyler Robert Joseph nació el 1 de diciembre de 1988 en la ciudad de Columbus, Ohio. Creció junto con tres hermanos, Zack, Jay y Madison. Su madre, Kelly, era profesora de matemáticas en el distrito escolar de Olentangy antes de pasar a ser entrenadora de baloncesto en la escuela Olentangy Orange High School en 2013. Su padre, Chris, también trabajó como entrenador en la escuela Worthington Christian High School desde 1996 hasta 2005, y actualmente es director de escuela. Joseph jugó al baloncesto desde muy temprana edad, y jugó como base en la escuela de su madre. En 2008, el equipo de baloncesto de Joseph quedó en segundo lugar en un torneo estatal.
Después de ver a un compositor en el club High Street, rechazó una beca de baloncesto de la Universidad de Otterbein, y comenzó a tocar música después de encontrar un viejo teclado en su armario (un regalo de Navidad de su madre).

## Carrera

### Twenty One Pilots

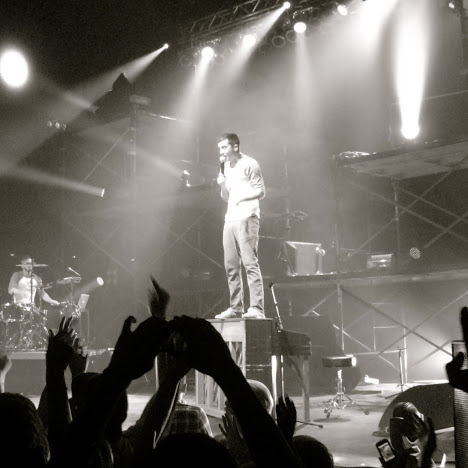
Joseph en 2012.

Tyler Joseph formó Twenty One Pilots en el año 2009 en Columbus, Ohio, y luego se le unirían sus amigos de secundaria Nick Thomas y Chris Salih. El nombre de la banda surgió mientras leía Todos eran mis hijos de Arthur Miller, una obra sobre un hombre que debe decidir que es lo mejor para su familia después de causar la muerte de veintiún pilotos durante la Segunda Guerra Mundial. Joseph explicó que el dilema moral de la historia fue la inspiración para el nombre de la banda. El 29 de diciembre de 2009, lanzaron su álbum debut homónimo, y realizaron una gira por Ohio.
A mediados de 2011, Thomas y Salih abandonaron la banda debido a problemas de horarios y artísticos, ahí se le une a Joseph el baterista Josh Dun. Tyler y Josh habían sido presentados por Salih, quien trabajaba con Dun en una tienda de Guitar Centre, y posteriormente lo había invitado a un show de la banda. El dúo lanzó su segundo álbum de estudio de la banda, Regional at Best, el 8 de julio de 2011, y firmó con la discográfica Atlantic Records, sello subsidiario Fueled by Ramen, en abril de 2012. En agosto de 2012, se embarcaron en una pequeña gira con Neon Trees y Walk the Moon. 
El tercer álbum del dúo, Vessel, fue lanzado el 8 de enero de 2013, y quedó en el puesto número 58 en el Billboard 200. El cuarto álbum, Blurryface, fue lanzado el 17 de mayo de 2015, dos días antes de su fecha de lanzamiento prevista.

### Otros proyectos
También ha llevado a cabo una carrera en solitario, y posee un proyecto musical con un EP titulado No Phun Intended. El EP sigue estando disponible para escuchar en su cuenta de PureVolume, y fue grabado durante el último año de secundaria de Joseph, entre 2007 y 2008, en su sótano.,esta misma con una gran influencia en la religion cristiana. La canción «Save», fue renovada y lanzada como descarga gratuita en el sitio web oficial de Twenty One Pilots antes de que fuera dada de baja. La canción «Whisper», también ha sido lanzada a través de Internet. En 2010, apareció en la canción «Live» del rapero Joseph "Jocef" Langston, junto a otros dos raperos, Juda y Alon. La canción fue coescrita por Joseph y Langston. 
En 2011, fue la estrella principal del documental de tres episodios The (moderately inspiring tale of the) Longboard Rodeo Tango. De acuerdo con el documental, fue pasante de iglesia en su momento. En 2012, apareció en un video de sensibilización sobre el uso del Internet titulado Where are you? de Mark C. Eshleman, productor de muchos de los videos musicales de Twenty One Pilots. La sala utilizada en el video es la misma habitación en la que se filmó el video House of Gold.
El 24 de diciembre de 2013, en víspera de Navidad, cantó «O come, O come, Emmanuel» en Christmas With the Stars en New Albany, Ohio. El video fue subido a YouTube el 14 de febrero de 2014. También realizó un segmento de magia con el anfitrión de la iglesia y presentador David McCreary para el espectáculo. En diciembre de 2014, contribuyó como vocalista de apoyo en la canción «Sickly Sweet Holidays» escrita por Dallon Weekes de Panic! at the Disco.

## Vida personal
Joseph es cristiano, y su fe influye en la música que escribe. Tanto Joseph como Joshua Dun tienen un tatuaje con la letra «X», que simboliza la dedicación a sus fanáticos en su ciudad natal de Columbus, Ohio. El de Joseph se encuentra ubicado en su bíceps derecho, mientras que el de Dun detrás de su oreja derecha.
Joseph se casó con Jenna Black el 28 de marzo de 2015, después de que se comprometieron el 8 de julio de 2014. El 7 de septiembre de 2019, se anunció que Joseph y su esposa esperaban a su primer hijo, una niña. Su hija, Rosie Robert Joseph nació el 9 de febrero de 2020. Su nacimiento se anunció en Instagram el 21 de febrero de 2020. En los MTV Video Music Awards el 12 de septiembre de 2021, anunció que su mujer estaba embarazada por segunda vez. Su segunda hija, Junie Belle Joseph, nació el 8 de abril de 2022. El 25 de diciembre de 2023, anunció vía instagram que su esposa Jenna Joseph está embarazada de su tercer hijo. Su tercer hijo, Tommy Stryker Joseph, nació el día 12 de abril de 2024.

## Discografía

### Con Twenty One Pilots

#### Álbumes
- Twenty One Pilots (2009)
- Regional At Best (2011)
- Vessel (2013)
- Blurryface (2015)
- Trench (2018)
- Scaled and Icy (2021)
- Clancy (2024)

### Como solista

#### No Phun Intented
Antes de reunir a la banda Twenty One Pilots, el estudiante de secundaria de diecisiete años Tyler Joseph grabó el álbum autoeditado "No Phun Intended" en su sótano entre 2007-2008.  No obstante, las canciones grabadas durante la carrera en solitario de Joseph son celebradas y han aparecido en varios proyectos futuros de la banda.  Más tarde se reveló que, aparte de Joseph, Nick Thomas también contribuyó con la guitarra a varias de las canciones del disco.
| N.º | Título                     | Duración    | Nota |
| --- | -------------------------- | ----------- | --- |
| 1   | «Blasphemy»                | 3:38        | * La letra del primer verso se convirtió en el verso final de «Anathema». |
| 2   | «Drown»                    | 3:37        | * Las letras del segundo verso fueron reutilizadas para «Fall Away». |
| 3   | «Hole in the Ground»       | 3:53        | |
| 4   | «Save»                     | 4:02        | * Esta pista se volvió a grabar en 2010 y se lanzó como sencillo para Twenty One Pilots. |
| 5   | «Taken by Sleep»           | 4:12        | |
| 6   | «I Want to Know»           | 3:18        | |
| 7   | «Just Like Yesterday»      | 3:29        | * Algunas letras fueron reescritas en el segundo verso de «Ode To Sleep». |
| 8   | «Never Change»             | 3:04        | |
| 9   | «Prove Me Wrong»           | 3:39        | |
| 10  | «Realize That It's Gone»   | 3:24        | |
| 11  | «Tonight»                  | 3:57        | |
| 12  | «Falling Too»              | 3:17        | |
| 13  | «Whisper»                  | 3:56        | |
| 14  | «TB Saga» (con Jay Joseph) | 6:22        | |
| 15  | «Chords/Words»             | Desconocido | * Falta la grabación original. |
| 16  | «Trees»                    | 4:20        | * Falta la grabación original. * Esta pista es objeto de especulación, ya que aparentemente es el predecesor tanto de los "Trees" que aparecen en Regional en el mejor como de «Trees» que aparecen en Vessel. * Más tarde se reveló que Joseph y Nick Thomas colaboraron en la canción «No Phun Intended», de la que más tarde se convertiría en una canción exclusiva de Twenty One Pilots. |
| 17  | «Where Did We Go»          | 3:24        | |
| 18  | «I'm a Goner»              | Desconocido | * Falta la grabación original. * Esta pista es objeto de especulación, ya que aparentemente es la predecesora del sencillo «Goner» de 2012 y la versión que aparece en Blurryface. |
| 19  | «Hear Me Now»              | 3:27        | |
| —   | «Going Down»               | 3:58        | * Descubierto en 2017. |
| —   | «Untitled Demo»            | 1:23        | * Descubierto en 2018. |

#### Como artista invitado
| Título                                                   | Año  | Álbum                                              | Nota(s) |
| -------------------------------------------------------- | ---- | -------------------------------------------------- | --- |
| «Dollhouse» (Tyler Joseph y Jocef)                       | 2009 | Sencillo                                           | |
| «Live» (Jocef ft. Juda, Alon and Tyler Joseph)           | 2010 | In Search of: L.O.V.E.                             | Grabado durante la universidad entre los amigos Joseph y Joseph Michael Langston (conocido simplemente como "Jocef"). |
| «Rulers of Reverse» (Whittaker ft. Tyler Joseph)         | 2014 | Clear                                              | Un álbum de "adoración" creado por Travis Whittaker (conocido simplemente como "Whittaker") y la banda de gospel "New Albany Music" para la iglesia "Five14" en la que Joseph internó. Joseph aparece en cuatro de trece pistas en el álbum "Clear". |
| «Twenty-Nine» (Whittaker ft. Tyler Joseph)               | 2014 | Clear                                              | Un álbum de "adoración" creado por Travis Whittaker (conocido simplemente como "Whittaker") y la banda de gospel "New Albany Music" para la iglesia "Five14" en la que Joseph internó. Joseph aparece en cuatro de trece pistas en el álbum "Clear". |
| «Lord of Glory» (Whittaker ft. Tyler Joseph)             | 2014 | Clear                                              | Un álbum de "adoración" creado por Travis Whittaker (conocido simplemente como "Whittaker") y la banda de gospel "New Albany Music" para la iglesia "Five14" en la que Joseph internó. Joseph aparece en cuatro de trece pistas en el álbum "Clear". |
| «Producer» (Whittaker ft. Tyler Joseph)                  | 2014 | Clear                                              | Un álbum de "adoración" creado por Travis Whittaker (conocido simplemente como "Whittaker") y la banda de gospel "New Albany Music" para la iglesia "Five14" en la que Joseph internó. Joseph aparece en cuatro de trece pistas en el álbum "Clear". |
| «Dead Come Alive» (Whittaker ft. Tyler Joseph)           | 2014 |                                                    | Esta canción no aparece en el álbum Clear pero se grabó con Whittaker. |
| «Sickly Sweet Holidays» (Dallon Weekes ft. Tyler Joseph) | 2014 | Xmas Jambz                                         | Originalmente lanzado como sencillo, pero luego se colocó en el EP de Christmas of Weekes Xmas Jambz. |
| «Twenty-Four» (Tyler Joseph version)                     | 2023 | The Beautiful Letdown (Our Version) Deluxe Edition | Esta canción es una nueva versión de la canción Twenty-Four de Switchfoot hecha por Tyler. |